# پلان‌کند
پلان‌کند (به لاتین: Plankənd) یک منطقه مسکونی در جمهوری آذربایجان است که در شهرستان گدابیگ واقع شده است. پلان‌کند ۱۰۳۱ نفر جمعیت دارد.